# Borau (Weißenfels)
Borau ist eine Ortschaft und ein Ortsteil der Stadt Weißenfels im Burgenlandkreis in Sachsen-Anhalt.

## Allgemeines

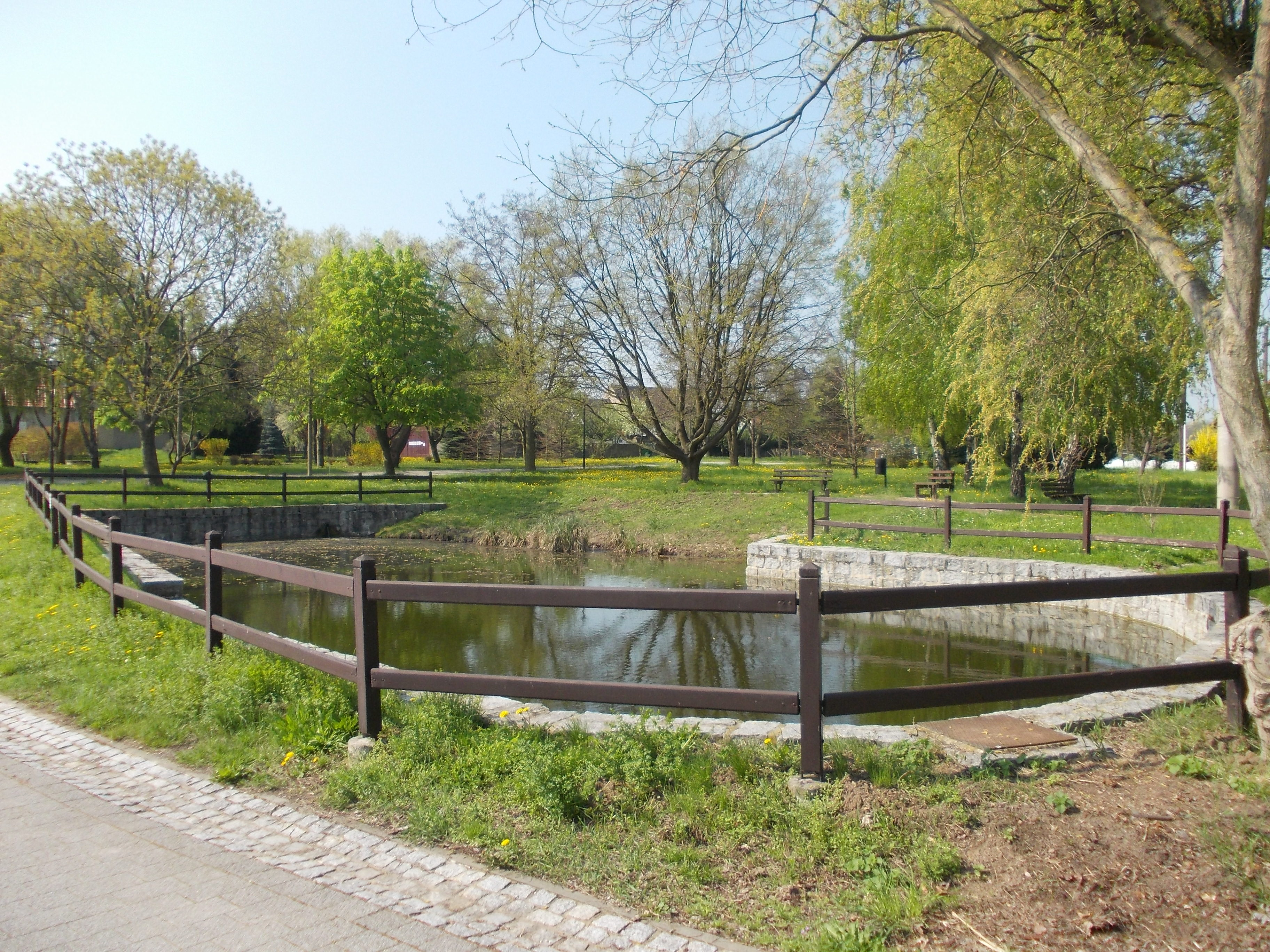
Dorfteich Kleben

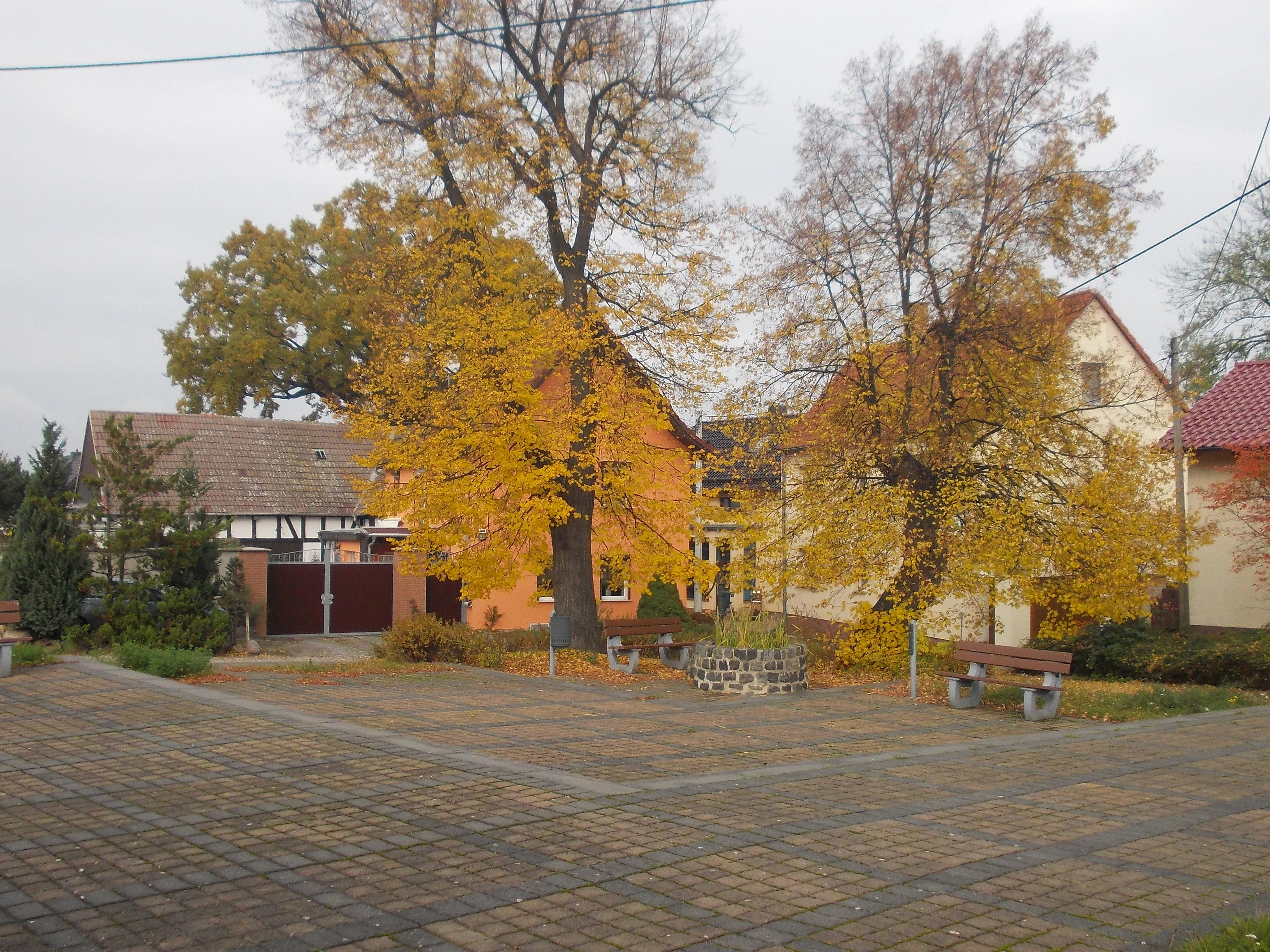
An den Brunnen in Borau

Borau mit den Ortsteilen Selau und Kleben war bis zur Eingemeindung durch die Stadt Weißenfels eine eigenständige Gemeinde. Die Eingliederung in die Stadt Weißenfels erfolgte am 1. Januar 1995.

## Geschichte
Der Ursprung des Ortes wird durch eine Besiedelung durch die Slawen vermutet, da der Aufbau des Ortes der typischen Siedlungsart der so genannten Rundlingsdörfer entspricht. Die erste urkundliche Erwähnung des Ortes, als Borowe, stammt von einem Kauf von drei Hufen Land durch einen Abt eines Merseburger Klosters im Jahr 1251. 1945 wurden die Gemeinden Selau und Kleben eingemeindet.

## Ortsname
Der Name des Ortes lässt sich auf den Personennamen Bor, der sich mit Kampf übersetzen lässt, zurückzuführen.

## Politik
Borau ist eine Ortschaft der Stadt Weißenfels im Sinne des § 86 GO LSA. Sie verfügt damit über einen Ortschaftsrat und einen Ortsbürgermeister.

### Ortschaftsrat
Der Ortschaftsrat besteht aus fünf gewählten Ortschaftsräten.
| Ortschaftsrat Borau | Ortschaftsrat Borau | Ortschaftsrat Borau | Ortschaftsrat Borau | Ortschaftsrat Borau | Sitzverteilung im Ortschaftsrat 2024–2029Insgesamt 5 Sitze - WG BfB: 4 - WG WW: 1 |
| Wahlvorschlag       | Wahlvorschlag       | Wahlvorschlag       | Sitze               | Sitze               | Sitzverteilung im Ortschaftsrat 2024–2029Insgesamt 5 Sitze - WG BfB: 4 - WG WW: 1 |
| Wahlvorschlag       | Wahlvorschlag       | Wahlvorschlag       | 2024                | 2011                | Sitzverteilung im Ortschaftsrat 2024–2029Insgesamt 5 Sitze - WG BfB: 4 - WG WW: 1 |
|                     | BfB                 | WG Bürger für Borau | 4                   | –                   | Sitzverteilung im Ortschaftsrat 2024–2029Insgesamt 5 Sitze - WG BfB: 4 - WG WW: 1 |
|                     | WW                  | WG Wir Weißenfelser | 1                   | –                   | Sitzverteilung im Ortschaftsrat 2024–2029Insgesamt 5 Sitze - WG BfB: 4 - WG WW: 1 |
|                     | EB                  | Einzelbewerber      | –                   | 4                   | Sitzverteilung im Ortschaftsrat 2024–2029Insgesamt 5 Sitze - WG BfB: 4 - WG WW: 1 |
|                     |                     | CDU                 | –                   | 1                   | Sitzverteilung im Ortschaftsrat 2024–2029Insgesamt 5 Sitze - WG BfB: 4 - WG WW: 1 |
|                     |                     | Die Linke           | –                   | 1                   | Sitzverteilung im Ortschaftsrat 2024–2029Insgesamt 5 Sitze - WG BfB: 4 - WG WW: 1 |
|                     | Nicht vergeben      | Nicht vergeben      | 0                   | 2                   | Sitzverteilung im Ortschaftsrat 2024–2029Insgesamt 5 Sitze - WG BfB: 4 - WG WW: 1 |
| Gesamt              | Gesamt              | Gesamt              | 5                   | 8                   | Sitzverteilung im Ortschaftsrat 2024–2029Insgesamt 5 Sitze - WG BfB: 4 - WG WW: 1 |

### Ortsbürgermeister
Der Ortsbürgermeister der Ortschaft Borau wird aus der Mitte der Mitglieder des Ortschaftsrates gewählt. Amtierender Ortsbürgermeister wurde infolge der Kommunalwahlen vom 26. Mai 2019 Jürgen Denzin.

## Wirtschaft
Das international tätige Solar- und Energieeffizienzunternehmen Schüco International KG besitzt einen Standort in Borau. Darüber hinaus verfügt die Ortschaft über ein Gewerbegebiet, in dem u. a. die Kaufland Stiftung & Co. KG ein Einkaufszentrum unterhält.

## Kirche

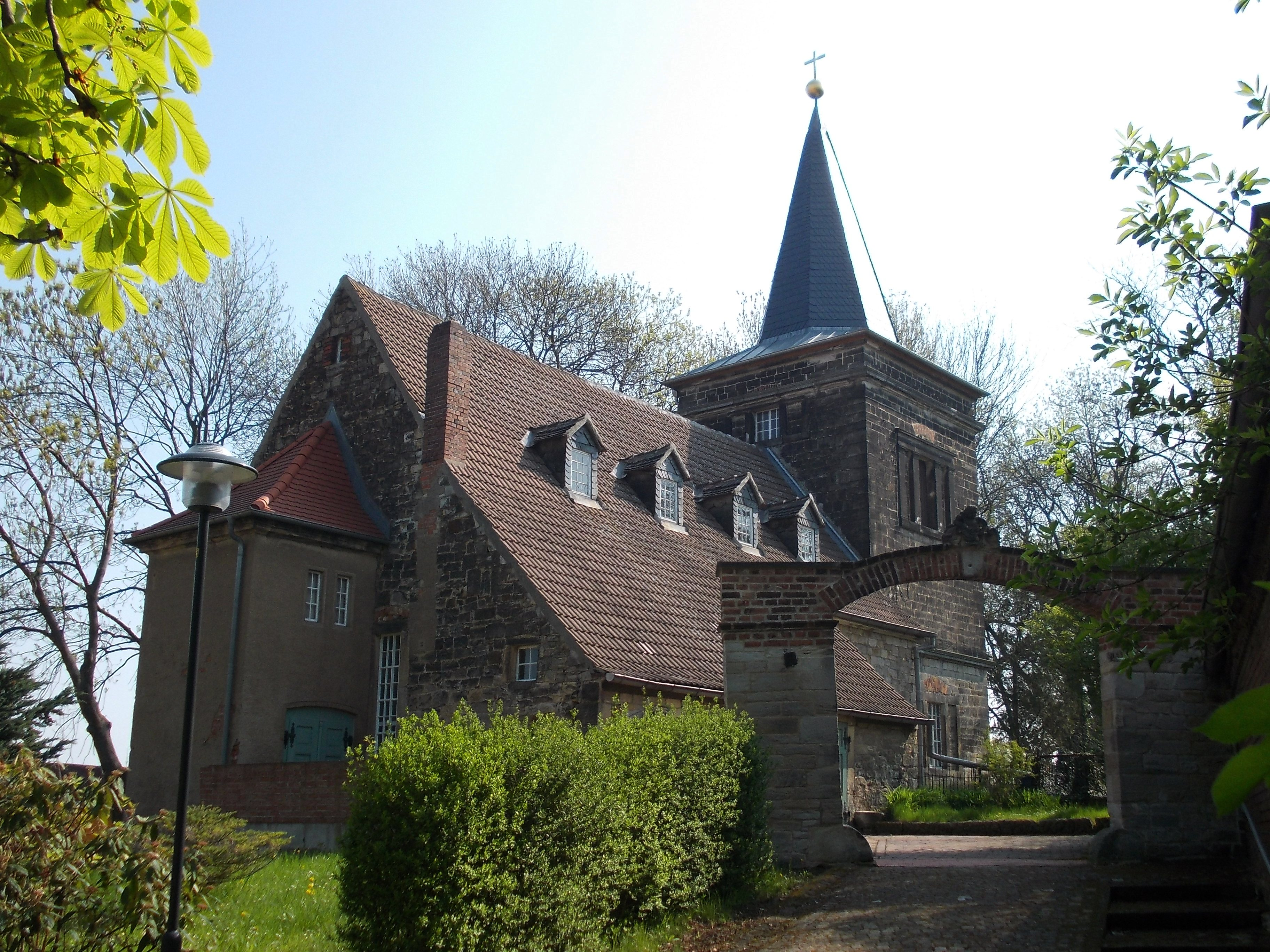
Kirche St. Georg zu Selau

Die Kirche in Selau mit einem klassizistischen Turm und barocker Ausstattung besitzt eine Ladegast-Orgel.